# Château-ferme de Baya
Le château-ferme de Baya est un château et une ferme attenante situés en Wallonie à Goesnes dans la commune d'Ohey en province de Namur (Belgique). 

## Localisation
Le château et son domaine sont limités au nord par le Lileau (ou Lilot), petit cours d'eau affluent du Hoyoux. Ce cours d'eau alimente les deux pièces d'eau du domaine. Les bâtiments se situent le long de la rue de Baya entre les villages de Goesnes, Filée, Perwez, Belle-Maison et Marchin.

## Historique
La ferme de Baya est citée au début du XVIIe siècle. Le château a été bâti vers le milieu du XVIIIe siècle.

## Description
L'ensemble château et ferme forme un U dont l'ouverture se trouve au sud. 
Le château est bâti en brique avec encadrements des baies et bandeaux en pierre calcaire. La façade avant compte neuf travées dont les cinq centrales sont bâties en légère saillie et deux niveaux. Un perron mène à la travée centrale. La façade arrière de sept travées procure une vue sur les pièces d'eau. Un perron mène aussi à la travée centrale. Le logis est surmonté d’une toiture à la mansarde en ardoises, percé de lucarnes au XIXe siècle. L'intérieur possède des stucs repris au Patrimoine culturel immobilier classé de la Wallonie. 
La ferme se compose de deux bâtiments distincts d'une longueur d'une quarantaine de mètres réalisés principalement en grès et en brique et placés de part et d'autre de la cour intérieure. Le bâtiment se situant le long de la rue de Baya possède un porche d'accès en pierre calcaire et en anse de panier.

## Classement
Le château et la ferme sont classés comme monument depuis le 25 juin 1984. Les stucs du vestibule et du grand salon ainsi que les plafonds peints du petit salon, de l'ancienne cuisine et du cabinet du maître de maison du château-ferme de Baya sont repris sur la liste du patrimoine exceptionnel de la Région wallonne depuis 2016.

## Activités
Le château est une propriété privée et ne se visite pas. Une partie de la ferme a été aménagée en gîte rural.

### Sources et liens externes
- Inventaire du patrimoine culturel immobilier de la Région wallonne